# Drosophila lutescens
Drosophila lutescens este o specie de muște din genul Drosophila, familia Drosophilidae, descrisă de Toyohi Okada în anul 1975. Conform Catalogue of Life specia Drosophila lutescens nu are subspecii cunoscute.